# Lista de producții ale DreamWorks Animation
Următoarele sunt o listă de producții ale DreamWorks Animation, care este o subsidiară a Universal Pictures, o divizie a NBCUniversal, care la rândul ei este o companie a Comcast. care include filme animate cinematografice, scurtmetraje, speciale și seriale de televiziune.
Filmele lor viitoare includ remake-ul live action al Cum să îți dresezi dragonul pe 13 iulie 2025, Băieții răi 2 pe 1 august 2025, Gabby's Dollhouse: The Movie pe 26 septembrie 2025 și Shrek 5 pe 23 decembrie 2026.

## Filme lungmetraj

### Filme lansate
| #  | Nume                                   | Premiera           | Regizor                                      | Coproducție cu                                                            | Distribuit de                 | Servicii de animație                                                  |
| -- | -------------------------------------- | ------------------ | -------------------------------------------- | ------------------------------------------------------------------------- | ----------------------------- | --------------------------------------------------------------------- |
| 1  | Furnicuțe                              | 2 octombrie 1998   | Eric Darnell Tim Johnson                     | Pacific Data Images                                                       | DreamWorks Pictures           | Pacific Data Images                                                   |
| 2  | Prințul Egiptului                      | 18 decembrie 1998  | Brenda Chapman Steve Hickner Simon Wells     | N/A                                                                       | DreamWorks Pictures           | Bardel Entertainment Fox Animation Studios Heart of Texas Productions |
| 3  | Drumul spre El Dorado                  | 31 martie 2000     | Bibo Bergeron Don Paul                       | N/A                                                                       | DreamWorks Pictures           | Bardel Entertainment Stardust Pictures Pacific Data Images            |
| 4  | Evadare din coteț                      | 23 iunie 2000      | Peter Lord Nick Park                         | Aardman Animations Allied Filmmakers (necreditat) Pathé                   | DreamWorks Pictures           | Aardman Animations Framestore                                         |
| 5  | Iosif: Regele visurilor                | 7 noiembrie 2000   | Robert Ramirez Rob LaDuca                    | N/A                                                                       | DreamWorks Home Entertainment | Bardel Entertainment                                                  |
| 6  | Shrek                                  | 18 mai 2001        | Andrew Adamson Vicky Jenson                  | PDI/DreamWorks                                                            | DreamWorks Pictures           | PDI/DreamWorks                                                        |
| 7  | Spirit - Armăsarul Vestului Sălbatic   | 24 mai 2002        | Kelly Asbury Lorna Cook                      | N/A                                                                       | DreamWorks Pictures           | DWA Glendale Bardel Entertainment Anvil Studios Stardust Pictures     |
| 8  | Sinbad: Legenda celor șapte mări       | 2 iulie 2003       | Tim Johnson Patrick Gilmore                  | N/A                                                                       | DreamWorks Pictures           | DWA Glendale Bardel Entertainment Stardust Pictures                   |
| 9  | Shrek 2                                | 19 mai 2004        | Andrew Adamson Kelly Asbury Conrad Vernon    | PDI/DreamWorks                                                            | DreamWorks Pictures           | PDI/DreamWorks                                                        |
| 10 | Povestea unui rechin                   | 1 octombrie 2004   | Vicky Jenson Bibo Bergeron Rob Letterman     | N/A                                                                       | DreamWorks Pictures           | DWA Glendale                                                          |
| 11 | Madagascar                             | 27 mai 2005        | Eric Darnell Tom McGrath                     | PDI/DreamWorks                                                            | DreamWorks Pictures           | PDI/DreamWorks                                                        |
| 12 | Wallace și Gromit: Blestemul iepurelui | 7 octombrie 2005   | Nick Park Steve Box                          | Aardman Animations                                                        | DreamWorks Pictures           | Aardman Animations Moving Picture Company                             |
| 13 | Peste tufiș                            | 19 mai 2006        | Tim Johnson Karey Kirkpatrick                | N/A                                                                       | Paramount Pictures            | DWA Glendale                                                          |
| 14 | Aruncat la canal                       | 3 noiembrie 2006   | David Bowers Sam Fell                        | Aardman Animations                                                        | Paramount Pictures            | Aardman Animations DWA Glendale                                       |
| 15 | Shrek al Treilea                       | 18 mai 2007        | Chris Miller Co-regizor: Raman Hui           | PDI/DreamWorks                                                            | Paramount Pictures            | PDI/DreamWorks                                                        |
| 16 | Bee Movie: Povestea unei albine        | 2 noiembrie 2007   | Simon J. Smith Steve Hickner                 | Columbus 81 Productions                                                   | Paramount Pictures            | DWA Glendale                                                          |
| 17 | Kung Fu Panda                          | 6 iunie 2008       | John Stevenson Mark Osborne                  | N/A                                                                       | Paramount Pictures            | DWA Glendale James Baxter Animation                                   |
| 18 | Madagascar 2                           | 7 noiembrie 2008   | Eric Darnell Tom McGrath                     | Pacific Data Images                                                       | Paramount Pictures            | Pacific Data Images                                                   |
| 19 | Monștri contra extratereștri           | 27 martie 2009     | Conrad Vernon Rob Letterman                  | N/A                                                                       | Paramount Pictures            | DWA Glendale                                                          |
| 20 | Cum să îți dresezi dragonul            | 26 martie 2010     | Chris Sanders Dean DeBlois                   | N/A                                                                       | Paramount Pictures            | DWA Glendale                                                          |
| 21 | Shrek pentru totdeauna                 | 21 mai 2010        | Mike Mitchell                                | N/A                                                                       | Paramount Pictures            | DWA Glendale                                                          |
| 22 | Megamind                               | 5 noiembrie 2010   | Tom McGrath                                  | Pacific Data Images                                                       | Paramount Pictures            | Pacific Data Images                                                   |
| 23 | Kung Fu Panda 2                        | 26 mai 2011        | Jennifer Yuh Nelson                          | N/A                                                                       | Paramount Pictures            | DWA Glendale                                                          |
| 24 | Motanul încălțat                       | 28 octombrie 2011  | Chris Miller                                 | N/A                                                                       | Paramount Pictures            | DWA Glendale DreamWorks Dedicated Unit                                |
| 25 | Madagascar 3: Fugăriți prin Europa     | 8 iunie 2012       | Eric Darnell Conrad Vernon Tom McGrath       | Pacific Data Images                                                       | Paramount Pictures            | Pacific Data Images                                                   |
| 26 | Cinci eroi de legendă                  | 21 noiembrie 2012  | Peter Ramsey                                 | N/A                                                                       | Paramount Pictures            | DWA Glendale                                                          |
| 27 | Familia Crood                          | 29 martie 2013     | Chris Sanders Kirk DeMicco                   | N/A                                                                       | 20th Century Fox              | DWA Glendale                                                          |
| 28 | Turbo                                  | 17 iulie 2013      | David Soren                                  | N/A                                                                       | 20th Century Fox              | DWA Glendale                                                          |
| 29 | Dl. Peabody și Sherman                 | 7 martie 2014      | Rob Minkoff                                  | Pacific Data Images                                                       | 20th Century Fox              | Pacific Data Images                                                   |
| 30 | Cum să îți dresezi dragonul 2          | 13 iunie 2014      | Dean DeBlois                                 | N/A                                                                       | 20th Century Fox              | DWA Glendale                                                          |
| 31 | Pinguinii din Madagascar               | 26 noiembrie 2014  | Eric Darnell Simon J. Smith                  | Pacific Data Images                                                       | 20th Century Fox              | Pacific Data Images DreamWorks Dedicated Unit                         |
| 32 | Acasă                                  | 27 martie 2015     | Tim Johnson                                  | N/A                                                                       | 20th Century Fox              | DWA Glendale Pacific Data Images                                      |
| 33 | Kung Fu Panda 3                        | 29 ianuarie 2016   | Jennifer Yuh Nelson Alessandro Carloni       | China Film Group Corporation Oriental DreamWorks Zhong Ming You Ying Film | 20th Century Fox              | DWA Glendale                                                          |
| 34 | Trolii                                 | 4 noiembrie 2016   | Mike Mitchell Co-regizor: Walt Dohrn         | N/A                                                                       | 20th Century Fox              | DWA Glendale                                                          |
| 35 | The Boss Baby: Cine-i șef acasă?       | 31 martie 2017     | Tom McGrath                                  | N/A                                                                       | 20th Century Fox              | DWA Glendale                                                          |
| 36 | Aventurile Căpitanului Underpants      | 2 iunie 2017       | David Soren                                  | N/A                                                                       | 20th Century Fox              | Mikros Image Technicolor Animation Productions                        |
| 37 | Cum să îți dresezi dragonul 3          | 22 februarie 2019  | Dean DeBlois                                 | N/A                                                                       | Universal Pictures            | DWA Glendale                                                          |
| 38 | Yeti - Omul Zăpezilor                  | 27 septembrie 2019 | Jill Culton Co-regizor: Todd Wilderman       | Pearl Studio                                                              | Universal Pictures            | DWA Glendale                                                          |
| 39 | Trolii descoperă lumea                 | 10 aprilie 2020    | Walt Dohrn Co-regizor: David P. Smith        | N/A                                                                       | Universal Pictures            | DWA Glendale                                                          |
| 40 | Familia Crood: Vremuri Noi             | 25 noiembrie 2020  | Joel Crawford                                | N/A                                                                       | Universal Pictures            | DWA Glendale                                                          |
| 41 | Spirit neîmblânzit                     | 4 iunie 2021       | Elaine Bogan Co-regizor: Ennio Torresan Jr.  | N/A                                                                       | Universal Pictures            | Jellyfish Pictures 88 Pictures Minimo VFX                             |
| 42 | The Boss Baby: Afaceri de familie      | 2 iulie 2021       | Tom McGrath                                  | N/A                                                                       | Universal Pictures            | DWA Glendale Jellyfish Pictures                                       |
| 43 | Băieții răi                            | 22 aprilie 2022    | Pierre Perifel                               | N/A                                                                       | Universal Pictures            | DWA Glendale Jellyfish Pictures                                       |
| 44 | Motanul încălțat: Ultima dorință       | 21 decembrie 2022  | Joel Crawford                                | N/A                                                                       | Universal Pictures            | DWA Glendale                                                          |
| 45 | Ruby Gillman: Adolescenta Kraken       | 30 iunie 2023      | Kirk DeMicco Co-regizor: Faryn Pearl         | N/A                                                                       | Universal Pictures            | DWA Glendale                                                          |
| 46 | Trolii: Se strânge trupa               | 17 noiembrie 2023  | Walt Dohrn Co-regizor: Tim Heitz             | N/A                                                                       | Universal Pictures            | DWA Glendale Titmouse, Inc. DNEG                                      |
| 47 | Orion și Întunericul                   | 2 februarie 2024   | Sean Charmatz                                | N/A                                                                       | Netflix                       | Mikros Animation Jungler                                              |
| 48 | Kung Fu Panda 4                        | 8 martie 2024      | Mike Mitchell Co-regizor: Stephanie Ma Stine | N/A                                                                       | Universal Pictures            | DWA Glendale Jellyfish Pictures                                       |
| 49 | Roboțica roz: Gardiana insulei         | 27 septembrie 2024 | Chris Sanders                                | N/A                                                                       | Universal Pictures            | DWA Glendale                                                          |
| 50 | Dog Man                                | 31 ianuarie 2025   | Peter Hastings                               | N/A                                                                       | Universal Pictures            | Jellyfish Pictures                                                    |
| 51 | Cum să îți dresezi dragonul            | 13 iunie 2025      | Dean DeBlois                                 | Marc Platt Productions                                                    | Universal Pictures            | Framestore (efecte vizuale)                                           |

### Filme viitoare
| #  | Nume                          | Premiera           | Regizor                                           | Coproducție cu                                           | Distribuit de      | Servicii de animație                  | Stare de producție |
| -- | ----------------------------- | ------------------ | ------------------------------------------------- | -------------------------------------------------------- | ------------------ | ------------------------------------- | ------------------ |
| 52 | Băieții răi 2                 | 1 august 2025      | Pierre Perifel Co-regizor: JP Sans                | N/A                                                      | Universal Pictures | DWA Glendale Sony Pictures Imageworks | Completat          |
| 53 | Gabby's Dollhouse: The Movie  | 26 septembrie 2025 | Ryan Crego                                        | N/A                                                      | Universal Pictures | VFA                                   | Completat          |
| 54 | Forgotten Island              | 25 septembrie 2026 | Joel Crawford Januel Mercado                      | N/A                                                      | Universal Pictures | VFA                                   | În producție       |
| 55 | Shrek 5                       | 23 decembrie 2026  | Walt Dohrn Conrad Vernon Co-regizor: Brad Ableson | N/A                                                      | Universal Pictures | VFA                                   | În producție       |
| 56 | Cum să îți dresezi dragonul 2 | 11 iunie 2027      | Dean DeBlois                                      | Marc Platt Productions                                   | Universal Pictures | Framestore (efecte vizuale)           | În dezvoltare      |
| 57 | Cocomelon: The Movie          | 2027               | VFA                                               | Flywheel Media Moonbug Entertainment Prime Focus Studios | Universal Pictures | DNEG Animation                        | În dezvoltare      |

### Filme de televiziune
| # | Nume                                   | Premiera      | Regizor(i)                                         | Coproducție cu              | Distribuit de | Servicii de animație            |
| - | -------------------------------------- | ------------- | -------------------------------------------------- | --------------------------- | ------------- | ------------------------------- |
| 1 | Vânătorii de troli: Trezirea titanilor | 21 iulie 2021 | Johane Matte Francisco Ruiz Velasco Andrew Schmidt | Double Dare You Productions | Netflix       | CGCG 88 Pictures Original Force |
| 2 | Megamind vs. the Doom Syndicate        | 1 martie 2024 | Eric Fogel                                         | N/A                         | Peacock       | 88 Pictures                     |

## Scurtmetraje
| #  | Nume                                               | Premiera           | Coproducție cu                         | Distribuit de                                                           | Servicii de animație                   | Lansare cu                                                | Note                                                      |
| -- | -------------------------------------------------- | ------------------ | -------------------------------------- | ----------------------------------------------------------------------- | -------------------------------------- | --------------------------------------------------------- | --------------------------------------------------------- |
| 1  | Shrek in the Swamp Karaoke Dance Party             | 2 noiembrie 2001   | PDI/DreamWorks                         | DreamWorks Home Entertainment                                           | PDI/DreamWorks                         | Shrek                                                     | Lansare media la domiciliu                                |
| 2  | Shrek 4-D/The Ghost of Lord Farquaad               | 22 mai 2003        | PDI/DreamWorks                         | Universal Parks & Resorts (parcuri) DreamWorks Home Entertainment (DVD) | PDI/DreamWorks                         | Parc tematic de distracții la Universal Studios Florida   | Parc tematic de distracții la Universal Studios Florida   |
| 3  | Cyclops Island                                     | 18 noiembrie 2003  | N/A                                    | DreamWorks Home Entertainment                                           | DWA Glendale                           | Sinbad: Legenda celor șapte mări                          | Lansare media la domiciliu                                |
| 4  | Far Far Away Idol                                  | 5 noiembrie 2004   | PDI/DreamWorks                         | DreamWorks Home Entertainment                                           | PDI/DreamWorks                         | Shrek 2                                                   | Lansare media la domiciliu                                |
| 5  | Club Oscar                                         | 8 februarie 2005   | N/A                                    | DreamWorks Home Entertainment                                           | DWA Glendale                           | Povestea unui rechin                                      | Lansare media la domiciliu                                |
| 6  | The Madagascar Penguins in a Christmas Caper       | 7 octombrie 2005   | PDI/DreamWorks                         | DreamWorks Pictures                                                     | PDI/DreamWorks                         | Wallace și Gromit: Blestemul iepurelui                    | Lansare teatrală                                          |
| 7  | First Flight                                       | 19 mai 2006        | N/A                                    | Paramount Pictures                                                      | DWA Glendale                           | Peste tufiș                                               | Lansare teatrală                                          |
| 8  | Hammy's Boomerang Adventure                        | 17 octombrie 2006  | N/A                                    | Paramount Home Entertainment                                            | DWA Glendale                           | Peste tufiș                                               | Lansare media la domiciliu                                |
| 9  | Secrets of the Furious Five                        | 9 noiembrie 2008   | N/A                                    | Paramount Home Entertainment                                            | Reel FX Creative Studios Film Roman    | Kung Fu Panda                                             | Lansare media la domiciliu                                |
| 10 | B.O.B.'s Big Break                                 | 29 septembrie 2009 | N/A                                    | Paramount Home Entertainment                                            | DWA Glendale                           | Monștri contra extratereștri                              | Lansare media la domiciliu                                |
| 11 | Legend of the Boneknapper Dragon                   | 15 octombrie 2010  | N/A                                    | Paramount Home Entertainment                                            | DWA Glendale Duncan Studio             | Cum să îți dresezi dragonul                               | Lansare media la domiciliu                                |
| 12 | Donkey's Caroling Christmas-tacular                | 7 decembrie 2010   | N/A                                    | Paramount Home Entertainment                                            | DWA Glendale                           | Shrek pentru totdeauna                                    | Lansare media la domiciliu                                |
| 13 | Megamind: The Button of Doom                       | 25 februarie 2011  | Pacific Data Images                    | Paramount Home Entertainment                                            | Pacific Data Images                    | Megamind                                                  | Lansare media la domiciliu                                |
| 14 | Thriller Night                                     | 13 septembrie 2011 | N/A                                    | Paramount Home Entertainment                                            | DWA Glendale                           | Scared Shrekless                                          | Lansare media la domiciliu                                |
| 15 | The Pig Who Cried Werewolf                         | 3 octombrie 2011   | N/A                                    | Paramount Home Entertainment                                            | DWA Glendale                           | Scared Shrekless                                          | Lansare media la domiciliu                                |
| 16 | Night of the Living Carrots                        | 12 octombrie 2011  | N/A                                    | Paramount Home Entertainment                                            | DWA Glendale                           | Scared Shrekless                                          | Lansare media la domiciliu                                |
| 17 | Book of Dragons                                    | 15 noiembrie 2011  | N/A                                    | Paramount Home Entertainment                                            | DWA Glendale Renegade Animation        | Gift of the Night Fury                                    | Lansare media la domiciliu                                |
| 18 | Kung Fu Panda: Secrets of the Masters              | 13 decembrie 2011  | N/A                                    | Paramount Home Entertainment                                            | DWA Glendale Duncan Studio             | Kung Fu Panda 2                                           | Lansare media la domiciliu                                |
| 19 | Puss in Boots: The Three Diablos                   | 24 februarie 2012  | N/A                                    | Paramount Home Entertainment                                            | DWA Glendale DreamWorks Dedicated Unit | Motanul încălțat                                          | Lansare media la domiciliu                                |
| 20 | Almost Home                                        | 7 martie 2014      | N/A                                    | 20th Century Fox                                                        | DWA Glendale Pacific Data Images       | Dl. Peabody și Sherman                                    | Lansare teatrală                                          |
| 21 | Rocky and Bullwinkle                               | 14 octombrie 2014  | Pacific Data Images Bullwinkle Studios | 20th Century Fox Home Entertainment                                     | Pacific Data Images                    | Dl. Peabody și Sherman                                    | Lansare media la domiciliu                                |
| 22 | Dawn of the Dragon Racers                          | 11 noiembrie 2014  | N/A                                    | 20th Century Fox Home Entertainment                                     | DWA Glendale                           | Cum să îți dresezi dragonul 2                             | Lansare media la domiciliu                                |
| 23 | Kung Fu Panda: Secrets of the Scroll               | 14 decembrie 2015  | N/A                                    | 20th Century Fox Home Entertainment                                     | DWA Glendale Yowza! Animation          | Kung Fu Panda Kung Fu Panda 2                             | Lansare media la domiciliu                                |
| 24 | Panda Paws                                         | 15 mai 2016        | N/A                                    | 20th Century Fox Home Entertainment                                     | DWA Glendale                           | Kung Fu Panda 3                                           | Lansare media la domiciliu                                |
| 25 | Kung Fu Panda: Unstoppable Awesomeness             | 15 decembrie 2016  | N/A                                    | N/A                                                                     | DWA Glendale                           | Parc tematic de distracții la Motiongate                  | Scurtmetraj reeditat și refolosit în DreamWorks Theatre   |
| 26 | The Boss Baby and Tim's Treasure Hunt Through Time | 4 iulie 2017       | N/A                                    | 20th Century Fox Home Entertainment                                     | DWA Glendale                           | The Boss Baby: Cine-i șef acasă?                          | Lansare media la domiciliu                                |
| 27 | Bird Karma                                         | 23 februarie 2018  | N/A                                    | Universal Pictures                                                      | DWA Glendale                           | The Boss Baby: Cine-i șef acasă?                          | Lansare teatrală în Japonia                               |
| 28 | Kung Fu Panda: The Emperor's Quest                 | 15 iunie 2018      | N/A                                    | Universal Pictures                                                      | DWA Glendale                           | Parc tematic de distracții la Universal Studios Hollywood | Parc tematic de distracții la Universal Studios Hollywood |
| 29 | Bilby                                              | 16 iunie 2018      | N/A                                    | Universal Pictures                                                      | DWA Glendale                           | Festivalul Internațional de Filme de Animație Annecy      | Lansare teatrală                                          |
| 30 | Marooned                                           | 27 septembrie 2019 | N/A                                    | Universal Pictures Home Entertainment                                   | DWA Glendale                           | Yeti - Omul Zăpezilor                                     | Lansare media la domiciliu                                |
| 31 | Show and Tell                                      | 17 decembrie 2019  | Pearl Studio                           | Universal Pictures Home Entertainment                                   | DWA Glendale                           | Yeti - Omul Zăpezilor                                     | Lansare media la domiciliu                                |
| 32 | Tiny Diamond Goes Back to School                   | 7 iulie 2020       | N/A                                    | Universal Pictures Home Entertainment                                   | DWA Glendale                           | Trolii descoperă lumea                                    | Lansare media la domiciliu                                |
| 33 | To: Gerard                                         | 17 decembrie 2020  | N/A                                    | Universal Pictures                                                      | DWA Glendale                           | Familia Crood: Vremuri Noi                                | Lansare video la domiciliu/Peacock                        |
| 34 | Family Movie Night: Little Red Bronana Bread       | 23 februarie 2021  | N/A                                    | Universal Pictures Home Entertainment                                   | DWA Glendale                           | Familia Crood: Vremuri Noi                                | Lansare media la domiciliu                                |
| 35 | Dear Diary: World's First Pranks                   | 23 februarie 2021  | N/A                                    | Universal Pictures Home Entertainment                                   | DWA Glendale                           | Familia Crood: Vremuri Noi                                | Lansare media la domiciliu                                |
| 36 | Precious Templeton: A Pony Tale                    | 14 septembrie 2021 | N/A                                    | Universal Pictures Home Entertainment                                   | DWA Glendale                           | The Boss Baby: Afaceri de familie                         | Lansare media la domiciliu                                |
| 37 | The Bad Guys in Maraschino Ruby                    | 21 iunie 2022      | N/A                                    | Universal Pictures Home Entertainment                                   | DWA Glendale                           | Băieții răi                                               | Lansare media la domiciliu                                |
| 38 | The Trident                                        | 28 februarie 2023  | N/A                                    | Universal Pictures Home Entertainment                                   | DWA Glendale                           | Motanul încălțat: Ultima dorință                          | Lansare media la domiciliu                                |
| 39 | It Takes Three                                     | 16 februarie 2024  | N/A                                    | Universal Pictures Home Entertainment                                   | DWA Glendale                           | Trolii: Se strânge trupa                                  | Lansare media la domiciliu                                |
| 40 | Dueling Dumplings                                  | 28 mai 2024        | N/A                                    | Universal Pictures Home Entertainment                                   | DWA Glendale                           | Kung Fu Panda 4                                           | Lansare media la domiciliu                                |
| 41 | The Bad Guys: Little Lies and Alibis               | 31 ianuarie 2025   | N/A                                    | Universal Pictures                                                      | DWA Glendale                           | Dog Man                                                   | Lansare teatrală                                          |

## Speciale
| #  | Nume                                                  | Premiera          | Regizor                  | Canal           | Coproducție cu                   | Servicii de animație                       |
| -- | ----------------------------------------------------- | ----------------- | ------------------------ | --------------- | -------------------------------- | ------------------------------------------ |
| 1  | Shrek the Halls                                       | 28 noiembrie 2007 | Gary Trousdale           | ABC             | PDI/DreamWorks                   | PDI/DreamWorks                             |
| 2  | Monsters vs. Aliens: Mutant Pumpkins from Outer Space | 28 octombrie 2009 | Peter Ramsey             | NBC             | N/A                              | DWA Glendale                               |
| 3  | Merry Madagascar                                      | 17 noiembrie 2009 | David Soren              | NBC             | Pacific Data Images (necreditat) | Pacific Data Images (necreditat)           |
| 4  | Scared Shrekless                                      | 28 octombrie 2010 | Gary Trousdale Raman Hui | NBC             | Pacific Data Images (necreditat) | Pacific Data Images (necreditat)           |
| 5  | Kung Fu Panda Holiday                                 | 24 noiembrie 2010 | Tim Johnson              | NBC             | N/A                              | DWA Glendale                               |
| 6  | Dragons: Gift of the Night Fury                       | 15 noiembrie 2011 | Tom Owens                | Direct-pe-video | N/A                              | DWA Glendale                               |
| 7  | Madly Madagascar                                      | 29 ianuarie 2013  | David Soren              | Direct-pe-video | Pacific Data Images              | Pacific Data Images                        |
| 8  | Trolls Holiday                                        | 24 noiembrie 2017 | Joel Crawford            | NBC             | N/A                              | DWA Glendale                               |
| 9  | How to Train Your Dragon: Homecoming                  | 3 decembrie 2019  | Tim Johnson              | NBC             | N/A                              | DWA Glendale Jellyfish Pictures Minimo VFX |
| 10 | Trolls: Holiday in Harmony                            | 26 noiembrie 2021 | Sean Charmatz Tim Heitz  | NBC             | N/A                              | DWA Glendale                               |

## Seriale

### Seriale lansate
| #  | Nume                                        | Creator(i) / Dezvoltator(i)                                 | Premiera                                                 | Finalul            | Canal                                                                     | Coproducție cu                                                              | Servicii de animație                                                                                           |
| -- | ------------------------------------------- | ----------------------------------------------------------- | -------------------------------------------------------- | ------------------ | ------------------------------------------------------------------------- | --------------------------------------------------------------------------- | --- |
| 1  | Toonsylvania                                | Bill Kopp Mike Peters Chris Otsuki                          | 7 februarie 1998                                         | 18 ianuarie 1999   | Fox Kids                                                                  | N/A                                                                         | Fil-Cartoons                                                                                                   |
| 2  | Invasion America                            | Steven Spielberg Harve Bennett                              | 8 iunie 1998                                             | 7 iulie 1998       | The WB                                                                    | N/A                                                                         | AKOM |
| 3  | Alienatori: Evoluția continuă               | Louis Gassin                                                | 15 septembrie 2001                                       | 22 iunie 2002      | Fox Kids                                                                  | The Montecito Picture Company DIC Entertainment Columbia TriStar Television | Hong Ying Universe Company                                                                                     |
| 4  | Father of the Pride                         | Jeffrey Katzenberg Jonathan Groff                           | 31 august 2004                                           | 27 mai 2005        | NBC                                                                       | N/A                                                                         | Imagi Animation Studios Pacific Data Images                                                                    |
| 5  | Pinguinii din Madagascar                    | Mark McCorkle Bob Schooley                                  | 29 noiembrie 2008                                        | 19 decembrie 2015  | Nickelodeon (2008–2012) Nicktoons (2013–2015)                             | Nickelodeon Animation Studio                                                | Oktobor Animation CGCG DQ Entertainment Paprikaas Interactive Services                                         |
| 6  | Neighbors from Hell                         | Pam Brady                                                   | 7 iunie 2010                                             | 26 iulie 2010      | TBS                                                                       | Wounded Poodle 20th Century Fox Television                                  | Bardel Entertainment Bento Box Entertainment                                                                   |
| 7  | Kung Fu Panda: Legendele Teribilității      | Peter Hastings                                              | 19 septembrie 2011                                       | 29 iunie 2016      | Nickelodeon (2011–2014) Nicktoons (2016)                                  | Nickelodeon Animation Studio                                                | Paprikaas Animation Studios Oktobor Animation Cinepix                                                          |
| 8  | Dragonii                                    | Linda Teverbaugh Mike Teverbaugh                            | 7 august 2012                                            | 16 februarie 2018  | Cartoon Network (2012–2014) Netflix (2015–2018)                           | N/A                                                                         | CGCG Original Force The Monk Studio Technicolor Animation Production Tata Elxsi 37 Entertainment House of Cool |
| 9  | Monștri contra extratereștri                | Mark McCorkle Bob Schooley                                  | 23 martie 2013                                           | 8 februarie 2014   | Nickelodeon                                                               | Nickelodeon Animation Studio                                                | Oktobor Animation Bardel Entertainment                                                                         |
| 10 | Turbo F.A.S.T.                              | Jack Thomas                                                 | 24 decembrie 2013                                        | 5 februarie 2016   | Netflix                                                                   | Titmouse, Inc.                                                              | Titmouse, Inc. Robin Red Breast Dong Woo Animation SMIP, Inc.                                                  |
| 11 | VeggieTales in the House                    | Doug TenNapel                                               | 26 noiembrie 2014                                        | 23 septembrie 2016 | Netflix                                                                   | Big Idea Entertainment                                                      | Bardel Entertainment                                                                                           |
| 12 | Trăiască Regele Julien!                     | Bret Haaland                                                | 19 decembrie 2014                                        | 1 decembrie 2017   | Netflix                                                                   | N/A                                                                         | Bardel Entertainment Technicolor Animation Productions                                                         |
| 13 | Aventurile Motanului Încălțat               | Doug Langdale                                               | 16 ianuarie 2015                                         | 26 ianuarie 2018   | Netflix                                                                   | N/A                                                                         | Bardel Entertainment Dave Enterprises                                                                          |
| 14 | Dinotrux                                    | Ron Burch David Kidd                                        | 14 august 2015                                           | 3 august 2018      | Netflix                                                                   | N/A                                                                         | Bardel Entertainment Technicolor Animation Productions Dave Enterprises                                        |
| 15 | Dl. Peabody și Sherman Show                 | David P. Smith                                              | 9 octombrie 2015                                         | 24 aprilie 2017    | Netflix                                                                   | Jay Ward Productions                                                        | DHX Media Vancouver Top Draw Animation                                                                         |
| 16 | Familia Crood - Începuturi                  | Brendan Hay                                                 | 24 decembrie 2015                                        | 5 iulie 2017       | Netflix                                                                   | N/A                                                                         | Bardel Entertainment Digital eMation NE4U Dong Woo Animation Toon City                                         |
| 17 | Noddy, Toyland Detective                    | Heath Kenny Myles McLeod                                    | 2 aprilie 2016                                           | 22 martie 2020     | France 5 (Franța) Channel 5 (Regatul Unit) Universal Kids (Statele Unite) | Gaumont Animation                                                           | Xentrix Studios                                                                                                |
| 18 | Voltron: Apărătorul Legendar                | Joaquim Dos Santos Lauren Montgomery                        | 10 iunie 2016                                            | 14 decembrie 2018  | Netflix                                                                   | World Events Productions                                                    | Studio Mir |
| 19 | Acasă: Aventuri cu Tip și Oh                | Ryan Crego Thurop Van Orman                                 | 29 iulie 2016                                            | 20 iulie 2018      | Netflix                                                                   | N/A                                                                         | Titmouse, Inc.                                                                                                 |
| 20 | Vânătorii de troli: Povești din Arcadia     | Guillermo del Toro                                          | 23 decembrie 2016                                        | 25 mai 2018        | Netflix                                                                   | Double Dare You Productions                                                 | 88 Pictures Arc Productions Assemblage Entertainment CGCG House of Cool Nitrogen Studios Original Force        |
| 21 | VeggieTales in the City                     | Doug TenNapel                                               | 24 februarie 2017                                        | 15 septembrie 2017 | Netflix                                                                   | Big Idea Entertainment                                                      | Bardel Entertainment                                                                                           |
| 22 | Spirit: Cu sufletul liber                   | Aury Wallington                                             | 5 mai 2017                                               | 8 decembrie 2020   | Netflix                                                                   | N/A                                                                         | Technicolor Animation Productions Toiion Dave Enterprises The Monk Studio                                      |
| 23 | Trolii: Petrecerea continuă!                | Matthew Beans Hannah Friedman Sam Friedman                  | 19 ianuarie 2018                                         | 22 noiembrie 2019  | Netflix                                                                   | N/A                                                                         | Digital eMation NE4U                                                                                           |
| 24 | Bebe Șef: Înapoi la treabă                  | Brandon Sawyer                                              | 6 aprilie 2018                                           | 17 noiembrie 2020  | Netflix                                                                   | N/A                                                                         | Technicolor Animation Productions Dave Enterprises                                                             |
| 25 | Aventurile lui Rocky și Bullwinkle          | Marco Schnabel David P. Smith                               | 11 mai 2018                                              | 11 ianuarie 2019   | Amazon Prime Video                                                        | Jay Ward Productions                                                        | DHX Media Vancouver                                                                                            |
| 26 | Fetițele Harvey, împreună pentru totdeauna! | Emily Brundige                                              | 29 iunie 2018                                            | 10 ianuarie 2020   | Netflix                                                                   | N/A                                                                         | Dave Enterprises Digital eMation NE4U                                                                          |
| 27 | Aventurile epice ale Căpitanului Chilot     | Peter Hastings Mark Banker                                  | 13 iulie 2018                                            | 10 iulie 2020      | Netflix                                                                   | N/A                                                                         | Titmouse, Inc. Dave Enterprises Stoopid Buddy Studios Inspidea                                                 |
| 28 | She-Ra și prințesele puterii                | ND Stevenson                                                | 13 noiembrie 2018                                        | 15 mai 2020        | Netflix                                                                   | N/A                                                                         | NE4U Dave Enterprises                                                                                          |
| 29 | Kung Fu Panda: Ghearele destinului          | Elliott Owen                                                | 16 noiembrie 2018                                        | 4 iulie 2019       | Amazon Prime Video                                                        | N/A                                                                         | Bardel Entertainment The Monk Studio                                                                           |
| 30 | Trei sub stele: Povești din Arcadia         | Guillermo del Toro                                          | 21 decembrie 2018                                        | 12 iulie 2019      | Netflix                                                                   | Double Dare You Productions                                                 | Original Force CGCG 88 Pictures House of Cool                                                                  |
| 31 | Unde-i Waldo?                               | Koyalee Chanda Lucas Mills                                  | 20 iulie 2019                                            | 3 iulie 2021       | Universal Kids (2019) Peacock (2020–2021)                                 | N/A                                                                         | Snipple Animation Studios Dave Enterprises                                                                     |
| 32 | Aventurile lui Archibald                    | Tony Hale Drew Champion Jacob Moffat                        | 6 septembrie 2019                                        | 14 octombrie 2021  | Netflix (2019–2020) Peacock (2021)                                        | N/A                                                                         | Dave Enterprises Titmouse, Inc.                                                                                |
| 33 | Dragonii: Salvatorii înaripați              | Jack Thomas Jonny Belt Robert Scull                         | 27 septembrie 2019                                       | 29 septembrie 2022 | Netflix (2019–2020) Peacock (2021)                                        | N/A                                                                         | Bardel Entertainment Dave Enterprises Technicolor Animation Productions The Monk Studio 88 Pictures            |
| 34 | Cleopatra în spațiu                         | Doug Langdale Julia "Fitzy" Fitzmaurice                     | 25 noiembrie 2019 (Asia) 15 aprilie 2020 (Statele Unite) | 25 iunie 2021      | DreamWorks Channel (Asia) Peacock (Statele Unite)                         | N/A                                                                         | Titmouse, Inc. Inspidea Digitoonz                                                                              |
| 35 | Furios și iute: Cursa spionilor             | Tim Hedrick Bret Haaland                                    | 26 decembrie 2019                                        | 17 decembrie 2021  | Netflix                                                                   | Universal Pictures                                                          | Technicolor Animation Productions 88 Pictures The Monk Studio                                                  |
| 36 | Kipo și era creaturilor fabuloase           | Radford Sechrist Bill Wolkoff                               | 14 ianuarie 2020                                         | 12 octombrie 2020  | Netflix                                                                   | N/A                                                                         | Studio Mir |
| 37 | Orășelul rimelor                            | Dan Berlinka                                                | 19 iunie 2020                                            | 15 iunie 2021      | Netflix                                                                   | N/A                                                                         | Doberman Pictures Top Draw Animation                                                                           |
| 38 | Vrăjitorii: Povești din Arcadia             | Guillermo del Toro Aaron Waltke Marc Guggenheim Chad Quandt | 7 august 2020                                            | 7 august 2020      | Netflix                                                                   | Double Dare You Productions                                                 | 88 Pictures CGCG                                                                                               |
| 39 | Madagascar: A Little Wild                   | Dana Starfield                                              | 7 septembrie 2020                                        | 30 iunie 2022      | Peacock Hulu                                                              | N/A                                                                         | Mainframe Studios                                                                                              |
| 40 | Jurassic World: Tabăra cretacică            | Zack Stentz                                                 | 18 septembrie 2020                                       | 21 iulie 2022      | Netflix                                                                   | Universal Pictures Amblin Entertainment                                     | CGCG |
| 41 | The Mighty Ones                             | Sunil Hall Lynne Naylor                                     | 9 noiembrie 2020                                         | 9 decembrie 2022   | Peacock Hulu                                                              | N/A                                                                         | Snipple Animation Studios                                                                                      |
| 42 | Doug Unplugs                                | Jim Nolan Aliki Theofilopoulos Dan Yaccarino                | 13 noiembrie 2020                                        | 1 aprilie 2022     | Apple TV+                                                                 | N/A                                                                         | CGCG Dave Enterprises                                                                                          |
| 43 | Trolls: TrollsTopia                         | Matthew Beans Hannah Friedman Sam Friedman                  | 19 noiembrie 2020                                        | 11 august 2022     | Peacock Hulu                                                              | N/A                                                                         | Atomic Cartoons                                                                                                |
| 44 | Casa de păpuși a lui Gabby                  | Traci Paige Johnson Jennifer Twomey                         | 5 ianuarie 2021                                          | prezent            | Netflix                                                                   | N/A                                                                         | Technicolor Animation Productions Doberman Pictures Dave Enterprises One-Take Floyd CGCG                       |
| 45 | Hai, cuțu, hai!                             | Adam Peltzman                                               | 26 ianuarie 2021                                         | 27 noiembrie 2023  | Netflix                                                                   | WildBrain Studios                                                           | WildBrain Studios                                                                                              |
| 46 | Familia Crood: Copacul familiei             | Mark Banker Todd Grimes                                     | 23 septembrie 2021                                       | 9 noiembrie 2023   | Peacock Hulu                                                              | N/A                                                                         | Technicolor Animation Productions Dave Enterprises                                                             |
| 47 | DreamWorks Dragons: The Nine Realms         | Henry Gilroy                                                | 23 decembrie 2021                                        | 14 decembrie 2023  | Peacock Hulu                                                              | N/A                                                                         | Technicolor Animation Productions CGCG Dave Enterprises                                                        |
| 48 | Echipa Zenko, hai!                          | Jack Thomas                                                 | 15 martie 2022                                           | 8 august 2022      | Netflix                                                                   | Mainframe Studios                                                           | Mainframe Studios                                                                                              |
| 49 | Pinecone and Pony                           | Stephanie Kalliner                                          | 8 aprilie 2022                                           | 3 februarie 2023   | Apple TV+                                                                 | Atomic Cartoons First Generation Films                                      | Atomic Cartoons                                                                                                |
| 50 | Bebe Șef: Înapoi în pătuț                   | Brandon Sawyer                                              | 19 mai 2022                                              | 13 aprilie 2023    | Netflix                                                                   | N/A                                                                         | Technicolor Animation Productions Toiion                                                                       |
| 51 | Kung Fu Panda: Cavalerul Dragon             | Mitch Watson Peter Hastings                                 | 14 iulie 2022                                            | 7 septembrie 2023  | Netflix                                                                   | N/A                                                                         | Mikros Animation Dave Enterprises Stellar Creative Labs 88 Pictures                                            |
| 52 | Yeti și orașul invizibil                    | Katherine Nolfi                                             | 5 octombrie 2022                                         | 29 martie 2023     | Peacock Hulu                                                              | N/A                                                                         | CGCG Dave Enterprises                                                                                          |
| 53 | Unicorn sub apă                             | Sarah Katin Nakia Trower Shuman                             | 19 iunie 2023                                            | prezent            | Netflix                                                                   | N/A                                                                         | Lemon Sky Studios                                                                                              |
| 54 | Jurnalele micuțelor zâne                    | Rick Suvalle                                                | 24 iulie 2023                                            | prezent            | Netflix                                                                   | N/A                                                                         | TeamTO |
| 55 | Fright Krewe                                | Eli Roth James Frey                                         | 2 octombrie 2023                                         | prezent            | Peacock Hulu                                                              | N/A                                                                         | Digitoonz |
| 56 | Curses!                                     | Jeff Cooper Jim Dixon                                       | 27 octombrie 2023                                        | prezent            | Apple TV+                                                                 | Sunday Night Productions                                                    | CGCG |
| 57 | Megamind Rules!                             | Alan Schoolcraft Brent Simons                               | 1 martie 2024                                            | prezent            | Peacock                                                                   | N/A                                                                         | 88 Pictures |
| 58 | Jurassic World: Teoria haosului             | Scott Kreamer Zack Stentz                                   | 21 mai 2024                                              | prezent            | Netflix                                                                   | Universal Pictures Amblin Entertainment                                     | CGCG Saffronic                                                                                                 |
| 59 | Mighty Monsterwheelies                      | Kyel White                                                  | 14 octombrie 2024                                        | prezent            | Netflix                                                                   | Universal Pictures                                                          | Lemon Sky Studios                                                                                              |
| 60 | Bearbrick                                   | Meghan McCarthy                                             | 21 martie 2025                                           | prezent            | Apple TV+                                                                 | Dentsu Entertainment                                                        | CGCG |

### Seriale viitoare
| # | Nume | Creator(i) / Dezvoltator(i) | Premiera | Canal | Coproducție cu | Servicii de animație |
| - | ---- | --------------------------- | -------- | ----- | -------------- | -------------------- |